# Passiflora alata
Passiflora alata es una especie de planta fanerógama de la familia Passifloraceae, nativa de la región del Amazonas en el Brasil. Los nativos se refieren a ella como ouvaca que significa estrella roja, debido a la apariencia de su flor.

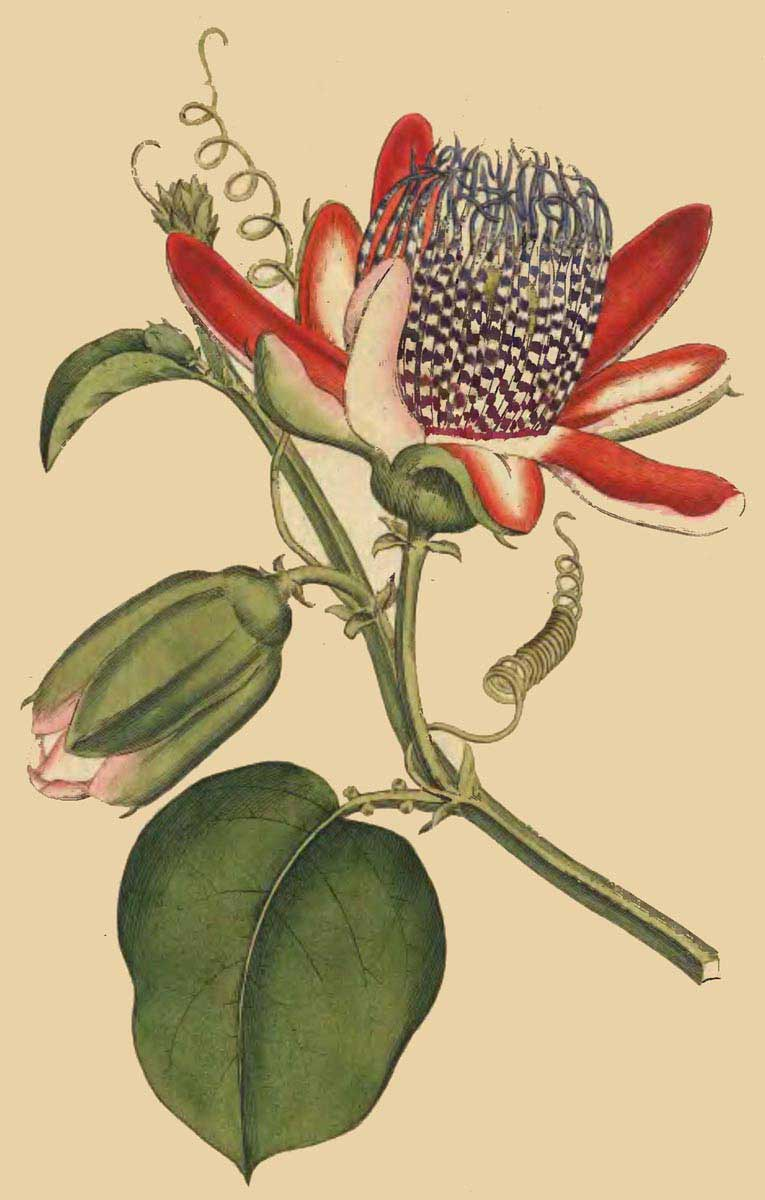
Ilustración.

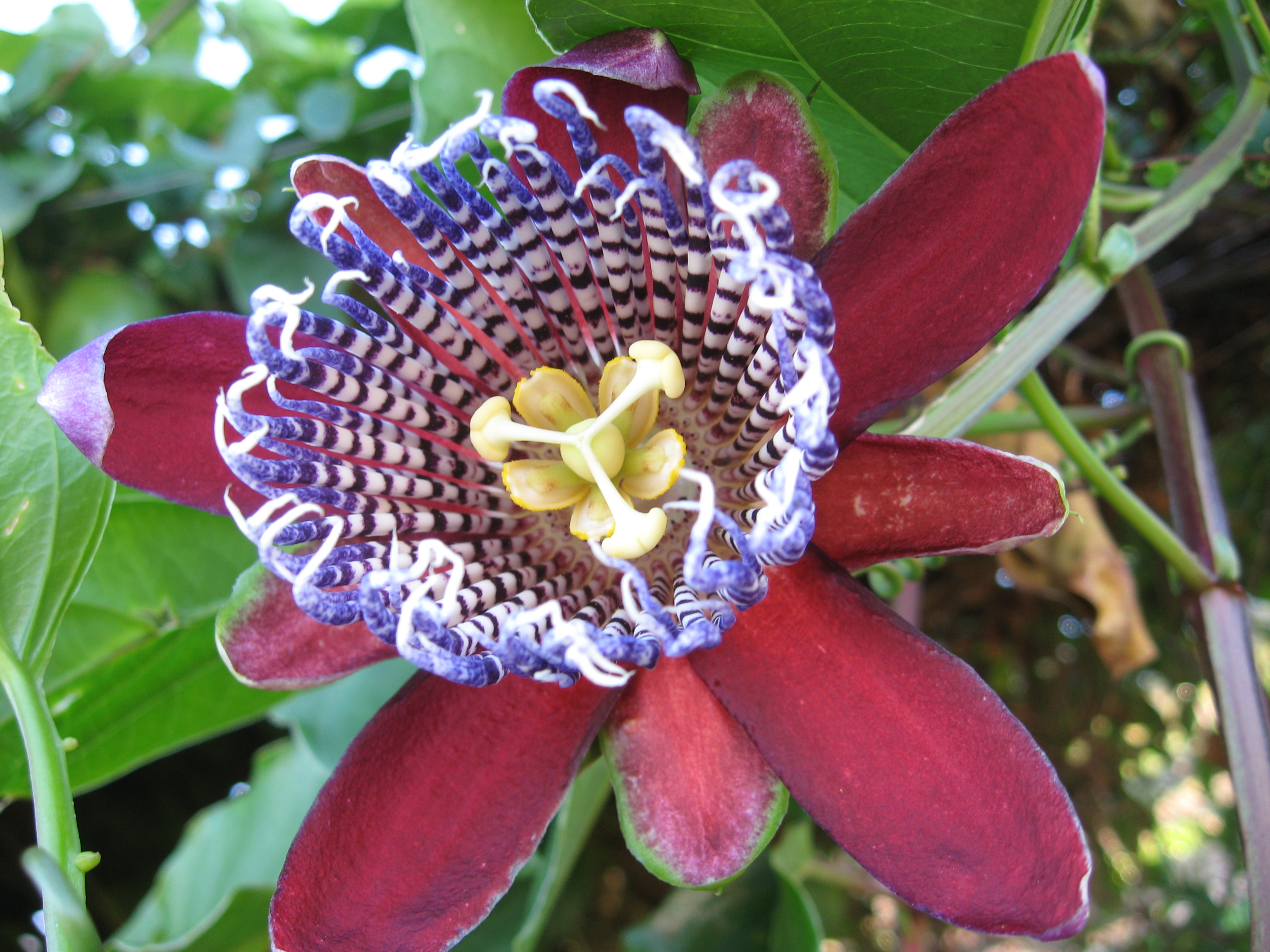
Flor.

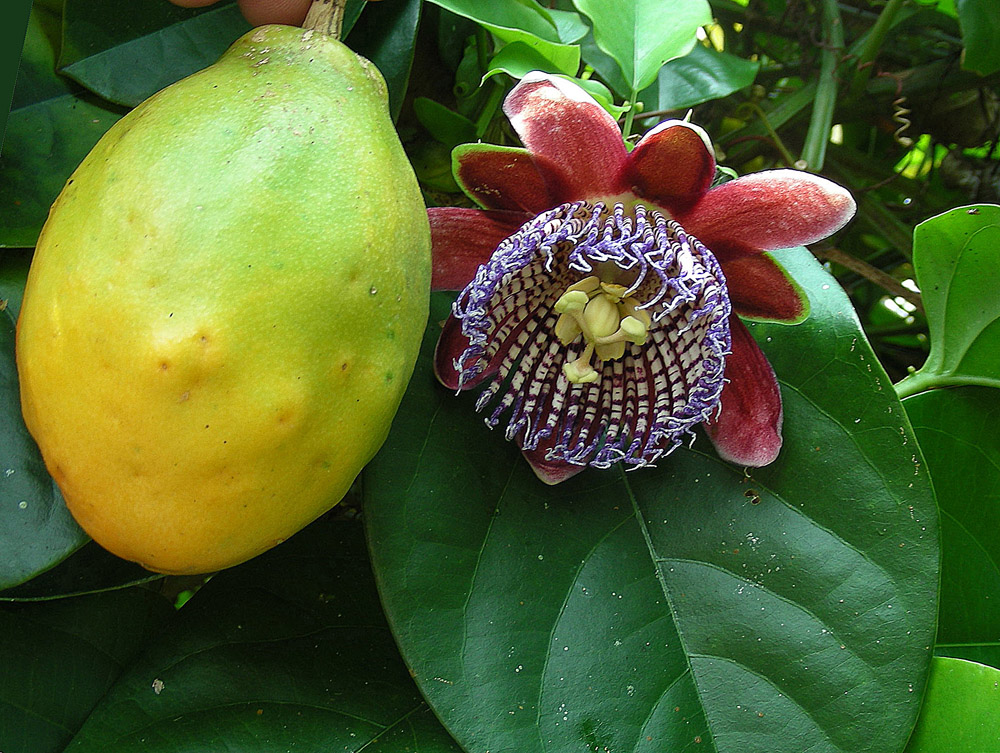
Fruto.

## Características
Es una planta trepadora con fruto comestible y altamente apreciado por los habitantes locales. Las hojas son ovales u oblongas de 10-15 cm de longitud y 1-10 de ancho. Las fragantes flores tienen entre 7-10 cm de diámetro. Florecen a finales de verano o principios de otoño. Su néctar atrae a abejas, mariposas y pájaros. 
El fruto es como un huevo de color amarillo o naranja brillante de 8-15 cm de longitud y 5-10 cm de diámetro. Su peso es de entre 90 y 300 gramos. Estos frutos se cultivan en varias partes de Brasil donde es muy apreciado.

## Taxonomía
Passiflora alata fue descrita por William Curtis y publicado en Botanical Magazine 2: t. 66. 1788.
Etimología
Passiflora: nombre genérico que adoptado por Linneo en 1753 y que significa "flor de la pasión" (del latín passio = "pasión" y flos = "flor"), fue otorgado por los misioneros jesuitas en 1610, debido a la similitud de algunas partes de la planta con símbolos religiosos de la Pasión de Cristo, el látigo  con el que fue azotado = zarcillos, los tres clavos = estilos; estambres y la corona radial = la corona de espinas.
alata: epíteto latino que significa "alada".
Sinonimia
- Passiflora brasiliana Desf.
- Passiflora latifolia DC.
- Passiflora maliformis Velloso
- Passiflora mascarensis C. Presl
- Passiflora mauritiana A. Thouars
- Passiflora oviformis M. Roem.
- Passiflora phoenicia Lindl.
- Passiflora pyriformis DC.
- Passiflora sarcosepala Barb. Rodr.
- Passiflora tetradena DC.[4][5]